# Жизнь Алтая
Жизнь Алтая — ежедневная общественно-политическая и литературная газета, издававшаяся в 1911—1918 годах в Барнауле. На тот момент — самая крупная и авторитетная на Алтае. Издатель — барнаульский предприниматель и общественный деятель, депутат IV Государственной Думы В. М. Вершинин.

## Редакторы
Редакторами газеты были: А. И. Шапошников, барнаульский учитель, в 1912 г. — В. И. Шестаков, предприниматель и общественный деятель, с мая 1912 г. по апрель 1913 г. — Г. Д. Гребенщиков, известный литератор, с 1913 г. — П. А. Казанский, журналист и общественный деятель, в 1914 г. его сменил Л. И. Шумиловский, будущий министр в правительстве Колчака, в 1916 редактором вновь стал А. И. Шапошников.

## Направленность, сотрудники
Газета имела либерално-демократическую направленность, учитывала интересы разных слоев читателей. В числе сотрудников газеты были кадеты, эсеры, социал-демократы, областники. В газете печатались Г. Н. Потанин, А. В. Адрианов, профессор М. И. Боголепов, Е. Л. Зубашев, Н. В. Некрасов, художник Г. И. Гуркин. Публиковалась информация общероссийского, сибирского и местного характера. Издание имело собственных корреспондентов в Санкт-Петербурге, Томске, Семипалатинске, Бийске и других пунктах Алтайского округа.

## Вклад в развитие литературы
Большой вклад издание внесло в развитие литературы, впервые опубликовав произведения талантливых сибирских писателей В. Шишкова, П. Казанского, С. Исакова, И. Тачалова, И. Моздалевского, А. Пиотровского.

## Закрытие газеты
Октябрьскую революцию 1917 года сотрудники редакции не приняли, новая власть также отнеслась к газете враждебно. 19 декабря 1917 года газете было запрещено публиковать платные объявления, что нанесло серьёзный удар по её финансовому состоянию, т.к. платные объявления составляли основной источник доходов газеты. Редакция вынуждена была заявить о своем закрытии. В 1918 году несколько раз предпринимались попытки возобновить издание, но все они были неудачны.